# Aeropuerto Las Flecheras
El Aeropuerto de San Fernando de Apure o Aeropuerto Nacional Las Flecheras es un terminal aéreo venezolano localizado en San Fernando de Apure, estado Apure. Tiene una sola pista de 1957 metros de largo, 49 de ancho y por encontrarse en una zona de escaso tráfico aéreo, el terminal tiene escasa infraestructura.
El aeropuerto carece de sistema de aterrizaje instrumental (ILS, Instrument Landing System) pero posee un radio faro o baliza no direccional (NDB) y un radiofaro omnidireccional de VHF con equipo de medición de distancia (VOR-DME), ambos siglas SFD, que forman parte del sistema de ayudas de navegación de Venezuela.
El 24 de febrero de 2008, el presidente Hugo Chávez anunció en el programa Aló Presidente No. 305 que está en proyecto el traslado de este aeropuerto a nuevas instalaciones en las cercanías del actual.
El aeropuerto también es sede del Destacamento Nro.10 del Cuerpo de bomberos aeronáuticos.

## Aerolíneas y destino
| Destinos por aerolínea                 | Destinos por aerolínea                              |
| Aerolínea                              | Ciudad                                              |
| -------------------------------------- | --------------------------------------------------- |
| Conviasa 1 destino                     | Nacional (1): Caracas (Inicia 4 de agosto del 2025) |
| SASCA 1 destino                        | Nacional (1): Caracas                               |
| Total: 1 destino, 1 país, 2 aerolíneas |                                                     |

### Destino Nacional
| Ciudades                                 | Nombre del aeropuerto                               | Aerolíneas                                     |
| ---------------------------------------- | --------------------------------------------------- | ---------------------------------------------- |
| Distrito Capital - Caracas               | Aeropuerto Internacional de Maiquetía Simón Bolívar | Conviasa (Inicia 4 de agosto del 2025) / SASCA |
| Total: 1 destino, 1 estado, 2 aerolíneas |                                                     |                                                |

Aeronaves:
- Conviasa: ATR-76
- SASCA: Cessna 208

## Destinos Suspendidos
Conviasa
- Porlamar, Nueva Esparta / Aeropuerto Internacional del Caribe Santiago Mariño